# Stortjärnen (Boteå socken, Ångermanland)
Stortjärnen är en sjö i Sollefteå kommun i Ångermanland och ingår i Ångermanälvens huvudavrinningsområde. Sjön har en area på 0,191 kvadratkilometer och ligger 192 meter över havet.

## Delavrinningsområde
Stortjärnen ingår i det delavrinningsområde (701455-159937) som SMHI kallar för Utloppet av Stortjärnen. Medelhöjden är 213 meter över havet och ytan är 2,65 kvadratkilometer. Det finns inga avrinningsområden uppströms utan avrinningsområdet är högsta punkten. Vattendraget som avvattnar avrinningsområdet har biflödesordning 4, vilket innebär att vattnet flödar genom totalt 4 vattendrag innan det når havet efter 27 kilometer. Avrinningsområdet består mestadels av skog (90 procent). Avrinningsområdet har 0,19 kvadratkilometer vattenytor vilket ger det en sjöprocent på 7,2 procent.